# Happy (bài hát của Leona Lewis)
"Happy" là một bài hát tiếng Anh do nữ ca sĩ Leona Lewis thể hiện. Ca khúc được viết bởi Leona Lewis, Ryan Tedder, Evan Bogart và được sản xuất bởi Tedder. Bài hát ra mắt ở Mỹ ngày 15 tháng 9 năm 2009, ở Ireland ngày 6 tháng 11 năm 2009 và ở Anh ngày 8 tháng 11 năm 2009. Ca từ của bài hát này nói về một nhân vật muốn được sống hạnh phúc, muốn nắm bắt cơ hội để có được một cuộc sống hạnh phúc cho mình. Ca khúc này luôn được xếp thứ hạng cao trong các bảng xếp hạng ở Mỹ, các nước châu Âu và Nhật Bản.

## Bảng xếp hạng
| Chart (2009)                    | Peak position |
| ------------------------------- | ------------- |
| Úc (ARIA)                       | 26            |
| Áo (Ö3 Austria Top 40)          | 2             |
| Bỉ (Ultratip Flanders)          | 6             |
| Bỉ (Ultratop 50 Wallonia)       | 21            |
| Canada (Canadian Hot 100)       | 15            |
| Cộng hòa Séc (Rádio Top 100)    | 11            |
| Đan Mạch (Tracklisten)          | 25            |
| European Hot 100 Singles        | 3             |
| Đức (GfK)                       | 3             |
| Ireland (IRMA)                  | 3             |
| Nhật Bản (Japan Hot 100)        | 6             |
| Hà Lan (Single Top 100)         | 74            |
| New Zealand (Recorded Music NZ) | 20            |
| Na Uy (VG-lista)                | 17            |
| Tây Ban Nha (PROMUSICAE)        | 14            |
| Thụy Điển (Sverigetopplistan)   | 11            |
| Thụy Sĩ (Schweizer Hitparade)   | 4             |
| Anh Quốc (OCC)                  | 2             |
| US Billboard Hot 100            | 31            |